# Munții Plopiș
Munții Plopiș, cunoscuți local și ca Munții Rez sau Munții Șes, situați aproape egal pe teritoriile județelor Bihor și Sălaj, sunt o grupă montană a Munților Apuseni aparținând lanțului muntos al Carpaților Occidentali. Cel mai înalt vârf este Vârful Măgura Mare, cu altitudinea de 918 m.

## Relief

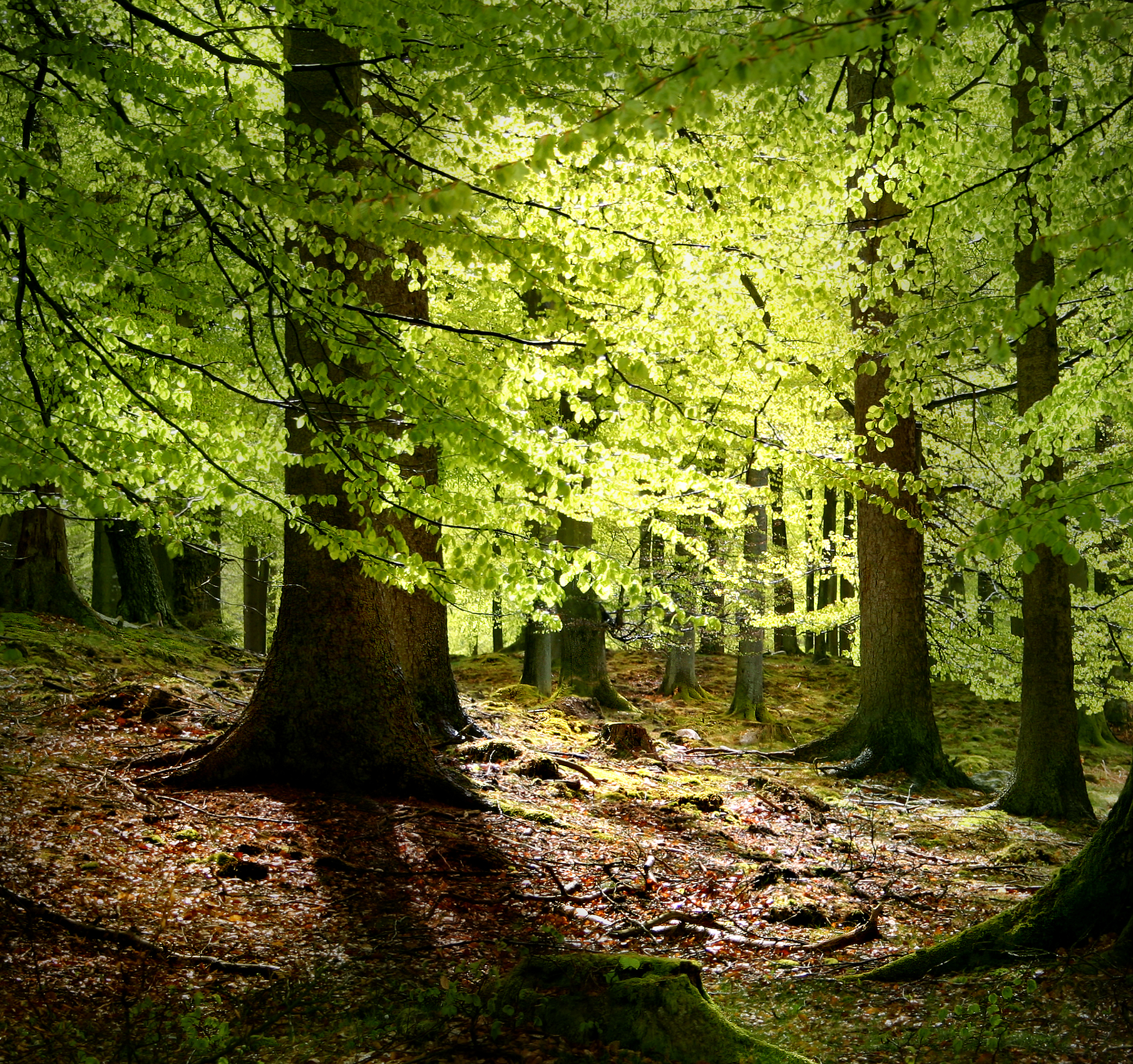
Pădure de fagi

În cuprinsul Culmii Plopișului se evidențiază  mai multe suprafețe netezite de aproximativ 600–700 metri ce imprimă reliefului aspectul unei câmpii suspendate. Eroziunea exercitată de râul Barcău și afluenții acestuia, Iazu și Valea Mare, au fragmentat acești munți în culmi strâmte  ce cad în trepte până la o altitudine de 400 m. 
Structura Munților Plopiș, iese în evidență prin cele două apofize de cristalin ce pătrund în Depresiunea Șimleului, intersectate epigenetic de Barcău, Preoteasa și Marca.
Pe lîngă Vârful Măgura (918 m.), Munții Plopișului mai cuprind și Dealurile Silvaniei, cu măgurile Șimleului cu o altitudine de 597 m. și Chilioarei de 420 m. 
Trăsătura principală a acestor măguri este dată de apariția reliefului exhumat, rezultat prin înlăturarea de către eroziune a sedimentelor terțiate ce au acoperit resturile de cristalin, scoțând la vedere petice din vechea platformă danian-paleocenă. Măgurile au un relief tipic domol ce contrastează cu regiunile colinare înconjurătoare.

## Flora și fauna

##### Flora

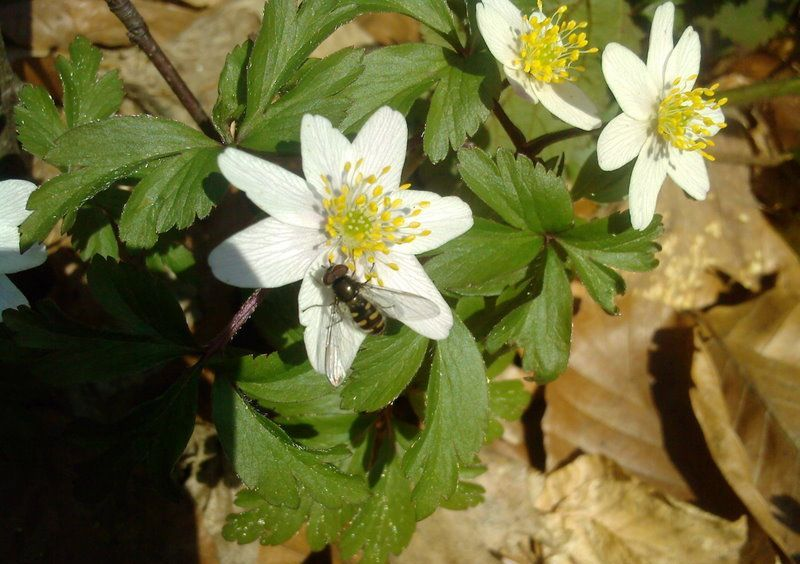
Brebenei

Pe  toată suprafața Culmii Plopișului întâlnim o mare varietate de floră montană din diferite specii de ierburi, flori, arbuști și arbori, din care se pot aminti :
- stejarul
- fagul
- ulmul
- teiul
- carpenul
- cerul
- paltinul de munte și frasinul
- specii de arbuști :socul, alunul, sângerul, tulichina, cornul, lemnul câinelui și clocotișul.
- specii de ierburi :colțișor, vinariță, trepădătoarea, urzica galbenă, silnicul, sânișoara, slăbănogul, leurda, măcrișul și rogozul.
- specii din flora de primăvară :brebenei, viorele, păștița, măseaua ciutei, ghiocelul si luste(valea Bistrei)

##### Fauna

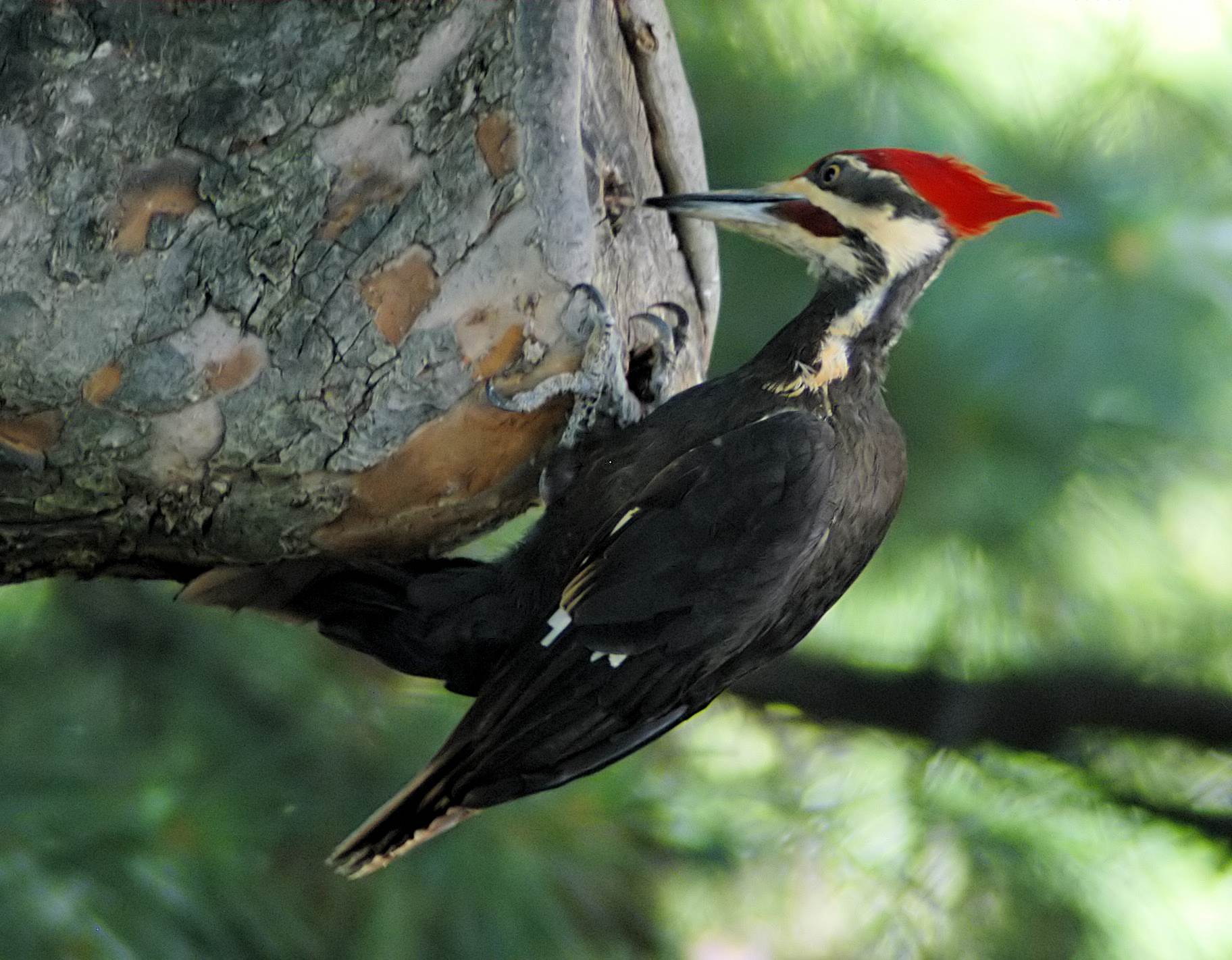
Ciocănitoarea

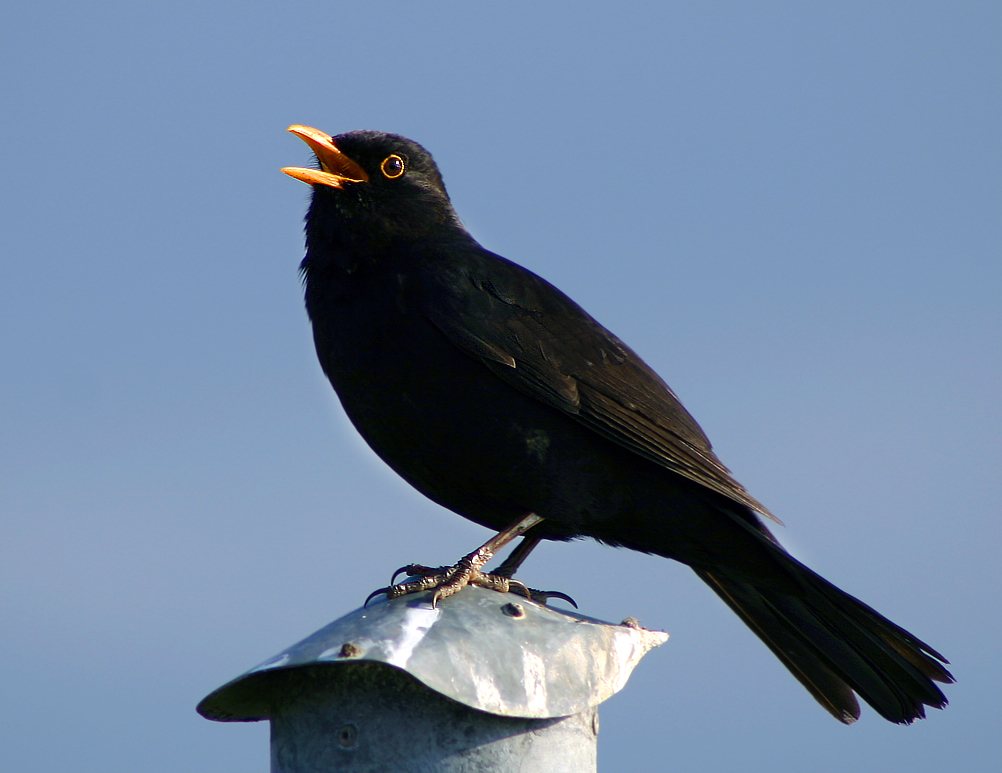
Mierla

Cuprinde o mare varietate de animale, păsări și reptile din care se pot aminti :
- vulpea
- căprioara
- lupul
- mistrețul
- iepurele
- veverița
- viezurele
- fazanul
- pițigoiul
- ciocănitoarea
- graurul
- mierla
- privighetoarea
- șarpele orb
- șopârla
- guzganul
- broasca